# Gummicelle
En gummicelle er et rum, der kan benyttes til isolering af psykisk syge.
En gummicelle er en isoleringsstue, hvor vægge er beklædt med blødt gummi. Gummiceller kan bruges som alternativ til fastspænding med  bæltefiksering.
| Psykiatri | Spire Denne artikel om psykiatri er en spire som bør udbygges. Du er velkommen til at hjælpe Wikipedia ved at udvide den. |